# Остров Уилтона
О́стров Уи́лтона — небольшой остров архипелага Земля Франца-Иосифа. Наивысшая точка острова — 255 метров. Административно относится к Приморскому району Архангельской области России.
Находится в центральной части архипелага у побережья крупного острова Нансена в районе бухты Есинова.
Имеет круглую форму диаметром чуть менее 2 километров. Бо́льшую его часть занимает скала высотой 255 метров, на южном побережье небольшая полоса галечника.
Остров назван в честь шотландского исследователя Дэвида Уилтона, члена Экспедиции Джексона-Хармсворта.